# Cecco Bonanotte
Cecco Bonanotte (* 24. August 1942 in Porto Recanati, Italien) ist ein italienischer Bildhauer. 2012 wurde er mit dem japanischen Kunstpreis Praemium Imperiale ausgezeichnet.

## Leben
Bonanotte wurde an der Küste der Adria, in Porto Recanati, Marken, geboren. Seine Kindheit verbrachte er in der Werkstatt seines Vaters Tobia, eines Tischlers, zwischen Materialien und Werkzeugen, die in seiner späteren Laufbahn an Bedeutung gewinnen sollten. Zusammen mit seinem jüngeren Bruder Raffaele besuchte er die örtliche Kunstschule und ging mit 16 Jahren nach Rom, wo er an der Accademia di Belle Arti den Kurs für Bildhauerei besuchte. Dank eines Stipendiums hatte er die Möglichkeit, sich in Rumänien mit dem Werk von Constantin Brâncuși vertraut zu machen; schon während seines Studiums erhielt er unter anderem den akademischen Preis für Skulptur, der von einer renommierten Jury vergeben wurde (Giorgio De Chirico, Pericle Fazzini, Giuseppe Ungaretti). Nachdem er sein Studium beendet hatte, mit gerade einmal 24 Jahren, wurde er als Dozent für Design und Modellieren an die Accademia und ans Liceo Artistico di Roma berufen
In dieser Zeit hatte er ein Studio in der Via Canova, das zum Treffpunkt vieler Künstler wurde (unter anderen Pericle Fazzini und José Ortega).
Seine erste Einzelausstellung hatte er 1971, im Alter von 28 Jahren in der Galleria Schneider in Rom. Seine Arbeiten wurden besonders von Kimihiro Fuji, einem japanischen Galeristen geschätzt, der von seinem Werk fasziniert war und der dem Künstler die Tür nach Japan (Sol Levante) eröffnete, was für die Entwicklung und das Werk des Künstlers von entscheidender Bedeutung werden sollte.
1974 gewann er den Wettbewerb zu den Jubiläumsfeierlichkeiten für Michelangelo für die Gestaltung der Scultura polimaterica (Vielmateriale Skulptur) in Caprese Michelangelo für das Museo-Casa natale.
In der Folgezeit hatte er verschiedene internationale Ausstellungen in Osaka (1975), Luxemburg (1976), Florenz (1979), Tokio (1977-1980-1981-1982), Wien (1977), Köln, Bonn (1988), Berlin (1991), Toronto (1984), Montreal (1984–1985), Chicago und Paris (1988). 2011 folgte ein Figuren-Zyklus in der Chiesa di S. Croce e della mostra im Museo Leonardiano in Vinci.

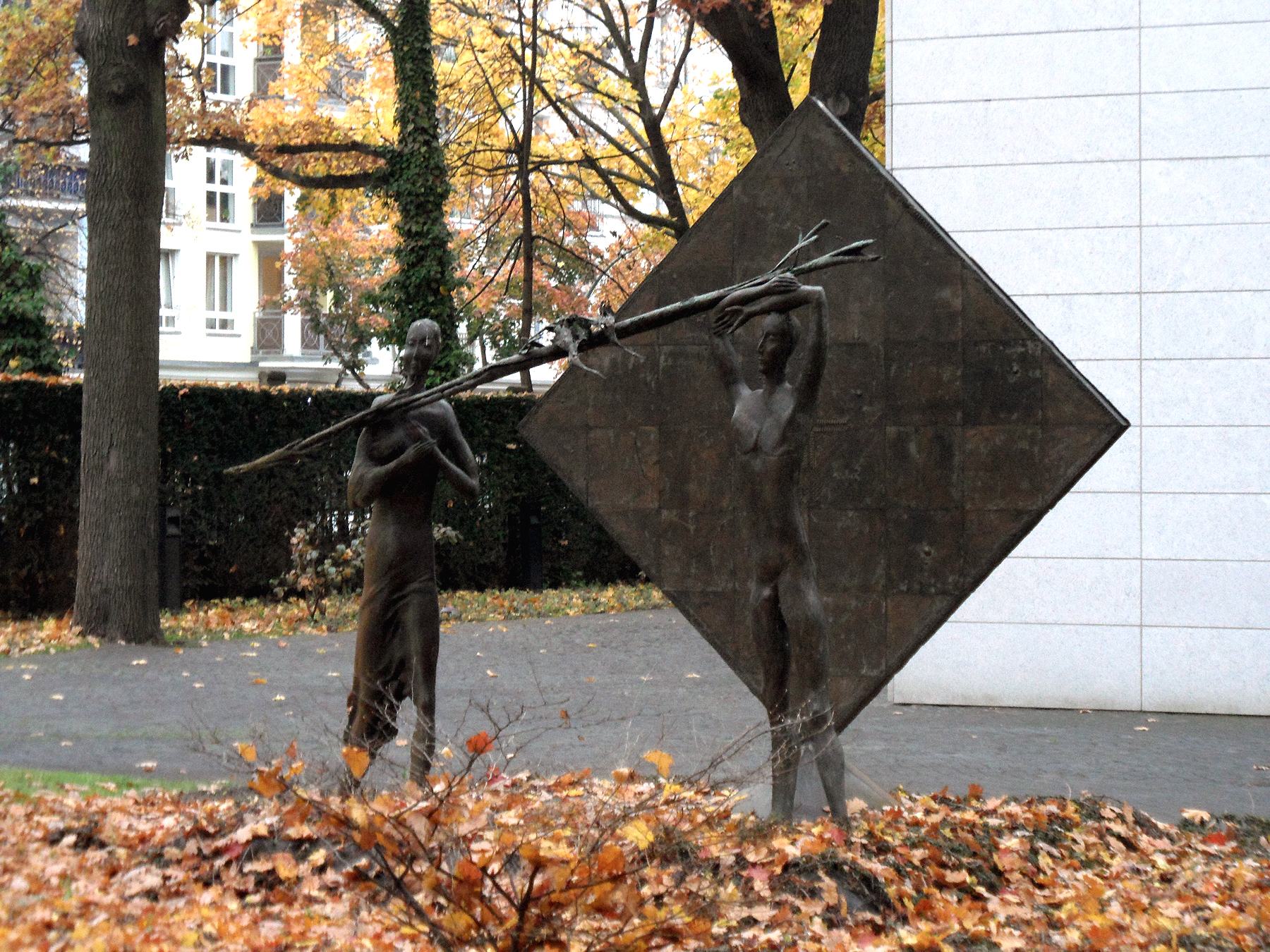
Uomo, Natura (Mensch, Natur), Bronze-Skulptur Apostolische Nuntiatur in Berlin, 2000.

Bonanotte ist einer der führenden lebenden italienischen Bildhauer und wird als „Meister der figurativen Kunst“ (maestro della scultura figurativa) und „Dichter der Form“ (poeta della forma) gepriesen.
Zahlreiche Aufträge führte er für öffentliche Träger aus, sowohl in Italien, als auch im Ausland.
Dazu gehören neben der bereits genannten Scultura polimaterica (1974) das bronzene Portal für den neuen Eingang der Vatikanischen Museen, der von Johannes Paul II. anlässlich des Giubileo del 2000 in Auftrag gegeben wurde, sowie die Skulptur Uomo, Natura (Mensch, Natur) für die Apostolische Nuntiatur in Berlin 2001 und eine Skulptur für das Musée du Luxembourg, Paris 2006, auch die Skulptur Colloquio (Besprechung) 1988 für das neue Parliament House in Canberra, für die 200-Jahrfeiern der Entstehung der Australischen Nation und die Statue am Palazzo Madama (1986). Zu den kleineren Werken gehören die neuen Wahlurnen für das Konklave, in Silber und Bronze von 2005.
2012 wurde er mit dem Praemium Imperiale ausgezeichnet.

## Werke
- San Giovanni Evangelista (Johannes der Täufer), 1971–72, Silber, 10,5 cm × 13,5 cm × 6,5 cm, Chiesa Di San Giovanni Apostolo Evangelista, Mililani Town, Hawaii, USA
- Ascensione (Himmelfahrt), 1972, Bronze, 250 cm × 150 cm, Istituti Ospitalieri, Cremona.
- Scultura polimaterica, 1974, Bronze, Kupfer und Stein, 490 cm × 490 cm, Museo michelangiolesco, Caprese Michelangelo.
- Viaggi di San Paolo (Die Reise des Paulus), 1977, Bronze, 115 cm × 480 cm × 27 cm, Hauptquartier der UNO, Nairobi, Kenia.
- Icaro (Ikarus), 1975–1978, Bronze, 350 cm × 450 cm × 130 cm, Ministero delle Poste e telecomunicazioni, Rom.
- Uomo e uccello (Mensch und Vogel), 1977–79, Bronze, 109 cm, Botschaft von Südkorea, Tokio.
- Confronto I (Konfrontation), 1985, Bronze, 123 cm × 123 cm × 16 cm, Italienische Botschaft, Seoul, Südkorea.
- Colloquio, 1986–87, Bronze, 200 cm × 66 cm × 33 cm, Palazzo Madama, Rom.
- Uomo-Donna-Bambù (Mann-Frau-Bambus), 1992, Bronze, 270 com (uomo), 200 cm (donna) 560 cm (bambù), Platz des Sportbrunnens Saiki, Japan.
- Museo-Memoriale Nakatomi della Medicina (Museum-Denkmal Nakatomi der Medizin), 1996, Tosu, Japan.
- Attesa - ascesa (Warten-Steigen), 1996–97, Bronze, 318 cm × 151 cm × 131 cm, Garten der Vatikanischen Museen, Rom.
- Le Muse, 1997, Bronze, 300 cm × 200 cm, Neue Bibliothek, Toyota, Japan.
- Porta Nuova, 2000, Bronze, Vatikanische Museen, Rom.
- Uomo, Natura, 2000, Bronze, 200 cm × 300 cm, Apostolische Nuntiatur, Berlin.
- Portale della nuova Nunziatura Apostolica, 2001, Bronze, Apostolische Nuntiatur, Berlin.
- Attesa nella Speranza (Warten auf Hoffnung), 2002, Bronze, 75 cm × 68 cm × 40 cm, Vatikanische Museen, Rom.
- Il Teatro della Vita (Theater des Lebens), 2004, Bronze, Messing, Kupfer, Aluminium, Eisen und Silber, 180 cm × 990 cm, Garten der Santa Croce, Florenz.
- Portale bronzeo del Museo del Lussemburgo, 2001, Bronze, Musée du Luxembourg, Paris.